# Congregazione della visita apostolica
La Congregazione della visita apostolica era un organismo della Curia romana, oggi soppresso.

## Storia
La Congregazione della visita apostolica fu istituita da papa Clemente VIII con la bolla Speculatores domus Israel dell'8 giugno 1592, con la quale il pontefice dava attuazione ad una delle decisioni del concilio di Trento che obbligava i vescovi diocesani alla visita pastorale della loro diocesi. La Congregazione aveva dunque un carattere prettamente locale e riguardava la sola diocesi di Roma, ed era costituita da un gruppo di cardinali incaricato di organizzare e programmare periodicamente, in via ordinaria o straordinaria, la visita alle chiese e alle istituzioni religiose della città di Roma. La Congregazione ricevette la sua fisionomia e il suo nome con papa Urbano VIII nel 1624.
Le sue funzioni e le sue attribuzioni furono ulteriormente specificate da papa Alessandro VII nel 1656, e da papa Innocenzo XII nel 1693.
I papi, in qualità di vescovi di Roma, erano i prefetti della Congregazione, alla cui guida, in qualità di presidente, c'era il cardinale vicario della diocesi. Nell'Ottocento gli uffici della Congregazione si trovavano nel palazzo antistante la basilica di Sant'Agostino in Campo Marzio, sede del segretario della medesima Congregazione.
I papi organizzarono periodicamente delle visite straordinarie alla loro diocesi. Si conoscono le visite di Clemente VIII nel 1592, Urbano VIII nel 1624, Alessandro VII nel 1656, Clemente IX nel 1667, Alessandro VIII nel 1689, Innocenzo XII nel 1693, Clemente XI nel 1701, Benedetto XIII nel 1724 e Clemente XII nel 1730. Dopo questa data furono solo due le visite indette dai pontefici: quella di papa Leone XII nel 1824 e, l'ultima, quella di papa Pio X nel 1904. 
La Congregazione fu soppressa da Pio X con la Sapienti consilio del 29 giugno 1908 e le sue competenze attribuite al cardinale vicario della diocesi di Roma.

## Cronotassi

### Prefetti
Vedi Lista dei papi nel periodo compreso fra il 1592 e il 1908.

### Presidenti
Il Cardinale vicario svolge la funzione di presidente.

### Segretari
- Giberto III Borromeo (2 maggio 1650 - 2 marzo 1654)
- Cesare Maria Antonio Rasponi (10 marzo 1654 - 15 febbraio 1666)
- Francesco Ravizza (17 febbraio 1666 - 22 febbraio 1668)
- Giambattista Spinola (12 ottobre 1689 - 28 luglio 1691)
- Francesco Martelli (27 luglio 1691 - 17 maggio 1706 creato cardinale)
- Curzio Origo (17 maggio 1706 - 26 settembre 1712 creato cardinale)
- Antonio Banchieri (30 ottobre 1712 - 23 settembre 1724 nominato Governatore di Roma)
- Antonio Maria Pallavicini (11 settembre 1724 - 23 settembre 1743 nominato patriarca di Antiochia)
- Francesco Maria Riccardi (23 settembre 1743 - 4 ottobre 1758 deceduto)
- Giambattista Bortoli (4 ottobre 1758 - 14 marzo 1776 deceduto)
- Niccolò Tria (15 marzo 1776  - 1808)
- Alessandro Maria Brancadoro (15 giugno 1814 - 21 novembre 1816)
- Lorenzo Girolamo Mattei (21 novembre 1816 - 15 aprile 1833 dimesso)
- Nicola Ferrarelli (15 aprile 1833 - 28 novembre 1843 deceduto)
- Alberto Barbolani di Montauto (22 gennaio 1844 - 24 novembre 1845)
- Francesco Gentilini (24 novembre 1845 - 16 luglio 1847)
- Giovanni Niccolò Tanara (16 luglio 1847 - 3 dicembre 1853 deceduto)
  - Luigi Fausti (1851 - 1853) (pro-segretario e assessore)
- Luigi Fausti (1853 - 1859)
- Carlo Borgnana (1859 - 1873)
- Filippo Manetti (1873 -  28 settembre 1879 deceduto)
- Antonio Maria Grasselli, O.F.M. Conv. (28 settembre 1879 - 19 giugno 1899 nominato vescovo di Viterbo e Tuscania)
- Raffaele Sirolli (14 dicembre 1899 - 20 aprile 1903 deceduto)
- Filippo Gentili (4 agosto 1903 - 28 giugno 1908 congregazione soppressa)